# Tấn công Kinshasa tháng 12 năm 2013
Các vụ tấn công tại Kinshasa, thủ đô của Cộng hòa Dân chủ Congo do những người ủng hộ nhà lãnh đạo tôn giáo Paul Joseph Mukungubila tiến hành nhằm vào các cơ quan truyền hình, sân bay và một căn cứ quân sự tại thủ đô vào ngày 30 tháng 12 năm 2013. Lực lượng an ninh quốc gia phản ứng, hạ sát khoảng 54 kẻ tấn công. Có thêm 47 người ủng hộ Mukungubila thiệt mạng trong các vụ đụng độ riêng rẽ tại các thành phố Lubumbashi và Kolwezi và khoảng 100 người bị bắt giữ.

## Tấn công
Các cuộc tấn công của những người cầm dao nhằm vào các cơ quan truyền thông, sân bay quốc tế N'Djili và doanh trại quân đội Đại tá Tshatshi từ khoảng 7.00 giờ sáng theo múi giờ địa phương. Nhà lãnh đạo tôn giáo và nguyên ứng cử viên tổng thống Paul Joseph Mukungubila nhận trách nhiệm về tình trạng bạo lực. Một đại tá quân đội bị thiệt mạng trong giao tranh tại căn cứ quân đội song bộ trưởng Bộ thông tin là Lambert Mende tuyên bố rằng chính phủ sẽ duy trì trật tự "bằng bất cứ giá nào" và nói rằng không có cơ hội để những kẻ tấn công "duy trì vị trí của chúng, thậm chí chỉ là một tiếng". Mende nói rằng 54 người tấn công bị hạ sát. Một công dân Congo làm việc cho chương trình MONUSCO của Liên Hợp Quốc bị thương do hỏa lực tại sân bay.
Người của Mukungubila buộc hai nhân viên truyền thông phải đọc một tuyên bố chính trị chỉ trích Tổng thống Joseph Kabila trên sóng truyền hình. Tuyên bố nói rằng "Gideon Mukungubila đến để giải phóng các bạn khỏi ách nô lệ của người Rwanda", một ám chỉ đến việc nhậm chức của phụ thân của Kabila do nhân vật này trở thành tổng thống nhờ binh sĩ được Rwanda ủng hộ trong cuộc nổi dậy 1996–1997. Chính phủ có thể ngắt phát sóng.

## Hậu quả
Mukungubila bác bỏ việc ông tiến một cuộc đảo chính và tuyên bố bạo lực là phản ứng của những người theo ông trước sự quấy nhiễu của chính phủ. Để đối phó với các cuộc tấn công, các chốt kiểm soát cảnh sát và quân sự được thiết lập khắp Kinshasa. Một cuộc giao tranh riêng rẽ giữa lực lượng an ninh và tay súng tại Lubumbashi thuộc tỉnh Katanga ban đầu được cho là bắt nguồn từ một chương trình giải trừ quân bị và không liên quan đến các cuộc tấn công tại Kinshasa. Tuy nhiên, các nguồn sau đó cho biết rằng giao tranh tại Lubumbashi diễn ra khi các lực lượng an ninh tấn công một nhà thờ có liên hệ với Mukungubila, hạ sát 45 người. Một số vụ bắt giữ được tiến hành tại Lubumbashi. Có thêm một người thiệt mạng trong một sự cố có liên quan tại Kolwezi.
Phiến quân Mai Mai cũng chiếm sân bay tại Kindu thuộc tỉnh Maniema trước khi bị các lực lượng Liên Hợp Quốc và chính phủ đẩy lui trong cùng ngày, song không rõ sự kiện này có liên quan đến tình hình tại Kinshasa hay không. Chính phủ ban hành một lệnh bắt giữ đối với Mukungubila.